# 무스타파 야타바레
무스타파 야타바레(프랑스어: Mustapha Yatabaré, 1986년 1월 26일 ~ )는 TFF 1. 리그 클럽 겐츨레르비를리이에서 공격수로 뛰고 있는 말리의 축구 선수이다. 프랑스에서 태어난 그는 말리 국가대표팀에서 활약했다.

## 구단 경력
야타바레는 프랑스 보베에서 태어나 고향 클럽인 AS 보베에서 선수 생활을 시작했다. 2005년까지 클럽에 머물다가 아미앵과 계약하여 유소년 시스템에 합류했다. 2006년에는 25경기에 출전해 8골을 넣은 샹피오나 나시오날의 빌레몽블 스포에 입단한 후 2008년에는 리그 2의 클레르몽으로 이적했다.

### 볼로뉴
야타바레는 2010년 1월, 리그 1의 볼로뉴로 이적했지만, 시즌이 끝난 후 강등되었다.

### 갱강
2011년 여름, 야타바레는 리그 2의 갱강으로 이적했다. 그는 첫 시즌에 득점하지 못했다.
2012-13년 시즌이 시작될 무렵, 그는 첫 10경기 동안 8골을 넣었으며, 6경기부터 10경기까지 연속골을 넣었다. 그는 23골을 넣으며 리그 2 득점왕에 올랐고 6개의 어시스트를 기록했다. 그의 득점력은 2부 리그에서 2년간 활약한 후 영국 클럽이 리그 1로 승격하는 데 큰 도움이 되었다.
야타바레는 2013-14년 시즌 리그 1에서 첫 골을 넣었지만, 갱강이 마르세유에 3-1로 패하면서 패배를 맛보게 되었다. 2014년 1월 25일, 그는 리그 6호골을 넣었고, 리그 챔피언인 파리 생제르맹와 1-1 무승부를 기록했다.
2014년 3월 26일, 쿠프 드 프랑스 8강전에서 야타바레는 갱강이 AS 칸을 상대로 2골을 넣으며 2-0으로 승리했다. 4월 16일, 쿠프 드 프랑스 준결승전에서 야타바레는 AS 모나코를 상대로 두 골을 넣었고, 갱강은 연장전에서 3-1로 승리하며 결승에 진출했다.  5월 3일, 결승전에서 야타바레는 후반 1분에 골을 넣었고, 갱강은 렌을 상대로 2-0으로 승리했다. 그는 스티븐 랑질의 크로스를 받아 쿠페 드 프랑스 캠페인 8번째 골을 넣으며 갱강의 두 번째 쿠페 드 프랑스 우승을 차지했다.

### 트라브존스포르
2014년 9월 1일, 야타바레는 쉬페르리그의 트라브존스포르와 3년 계약을 체결했다. 갱강에 지불한 이적료는 250만 유로로 알려졌다.

#### 몽펠리에로의 임대
튀르키예에서 한 시즌을 보낸 야타바레는 리그 1의 몽펠리에와 한 시즌 동안 임대 계약을 체결했고, 몽펠리에는 그를 영구 계약할 수 있는 옵션을 받았다.

### 시바스스포르
2019년 7월 24일, 야타바레는 코니아스포르를 떠나 동료 쉬페르리그 클럽 시바스스포르와 2년 계약을 체결했다.
2021년 5월 18일, 야타바레는 시바스스포르와 2022-23년 시즌이 끝날 때까지 2년 더 계약을 연장했다.
2022년 5월 26일, 야타바레는 카이세리스포르와의 튀르키예 쿠파스 결승전에 선발 출전했다. 시바스스포르는 연장전 끝에 3-2로 승리하며 튀르키예 쿠파스 첫 우승을 차지했다. 그는 12골을 넣으며 클럽 최다 득점자로 시즌을 마감했다.
그는 계약이 만료된 2023년 7월 1일에 클럽을 떠났다.

### 겐츨레르비를리이
2023년 7월 14일, 야타바레는 겐츨레르비를리이와 초기 1년 계약을 맺고 두 시즌 더 계약을 연장할 수 있는 옵션을 갖게 되었다.

## 국가대표팀 경력
2008년 11월, 야타바레는 인상적인 클럽 데뷔 전을 치른 후 말리 국가대표팀에 소집되었다. 그는 2008년 11월 19일, 루앙에서 열린 알제리와의 경기에서 국가대표 데뷔 전을 치렀고, 득점은 1-1로 끝났다. 2010년 1월 10일, 2010년 아프리카 네이션스컵 개막전에서 말리가 0-4로 뒤진 상황에서 극적인 동점골을 넣으며 앙골라와 4-4 무승부를 기록했다. 또한 2012년 아프리카 네이션스컵에서 국가대표팀에 합류하여 팀이 준결승에 진출하고 3위를 차지하는 데 기여했다.

## 사생활
야타바레는 프랑스에서 말리 출신 아버지와 세네갈 출신 어머니 사이에서 태어났다.  그는 프랑스와 말리 국적을 모두 보유하고 있다. 그의 남동생 삼부도 프로 축구 선수이다.